# Crataegus curvisepala
Crataegus rhipidophylla là loài thực vật có hoa trong họ Hoa hồng. Loài này được Lindm. mô tả khoa học đầu tiên.

## Hình ảnh

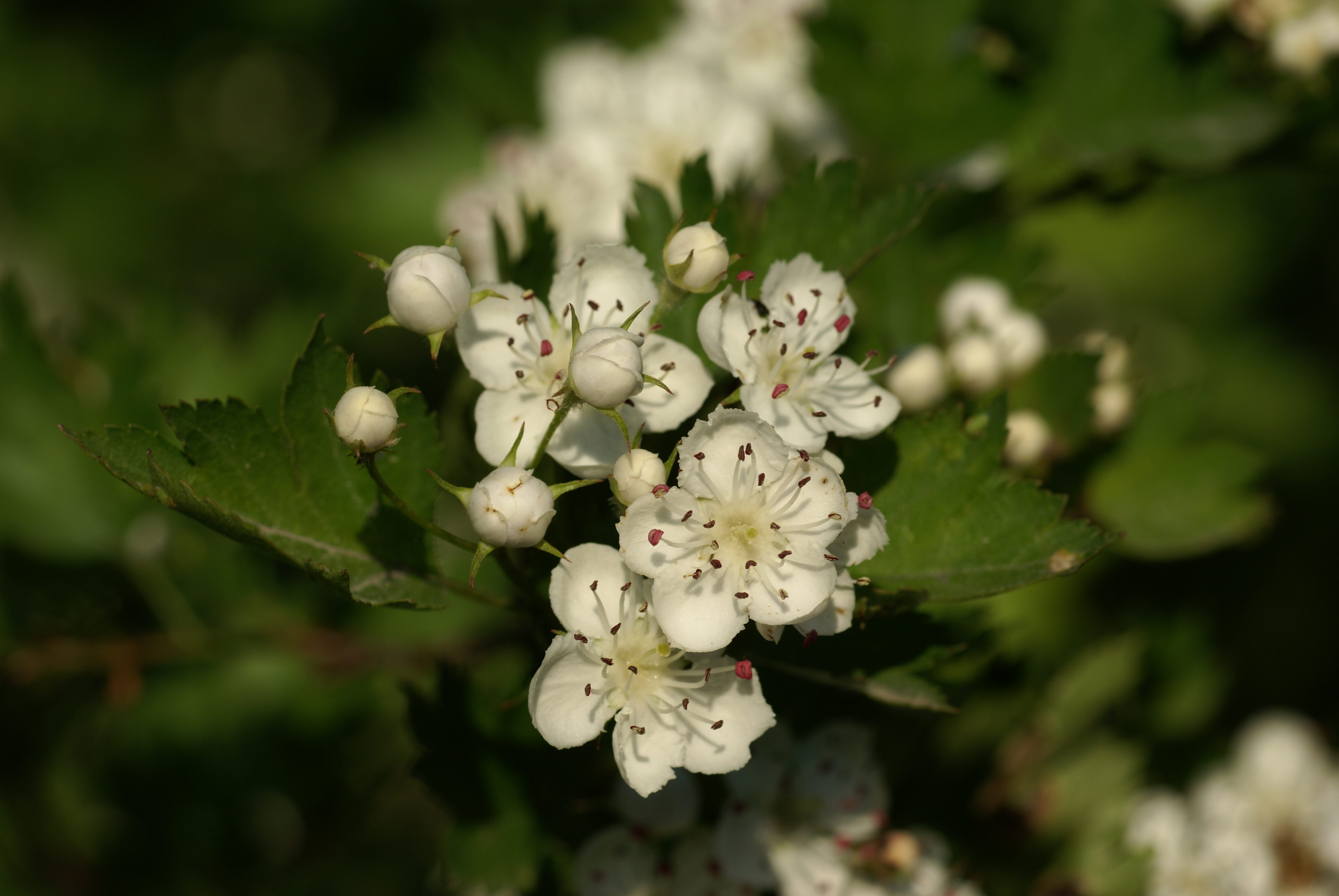
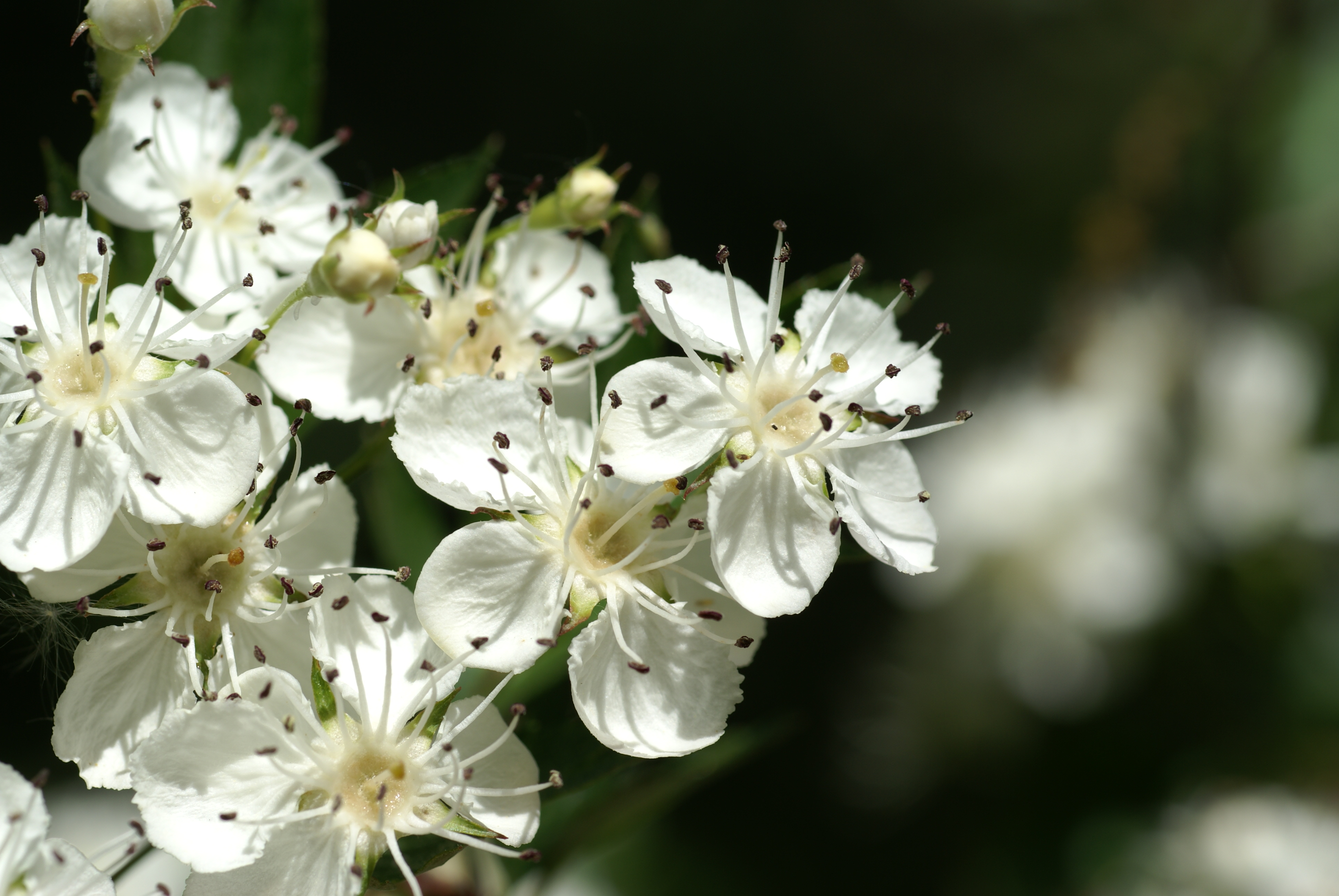
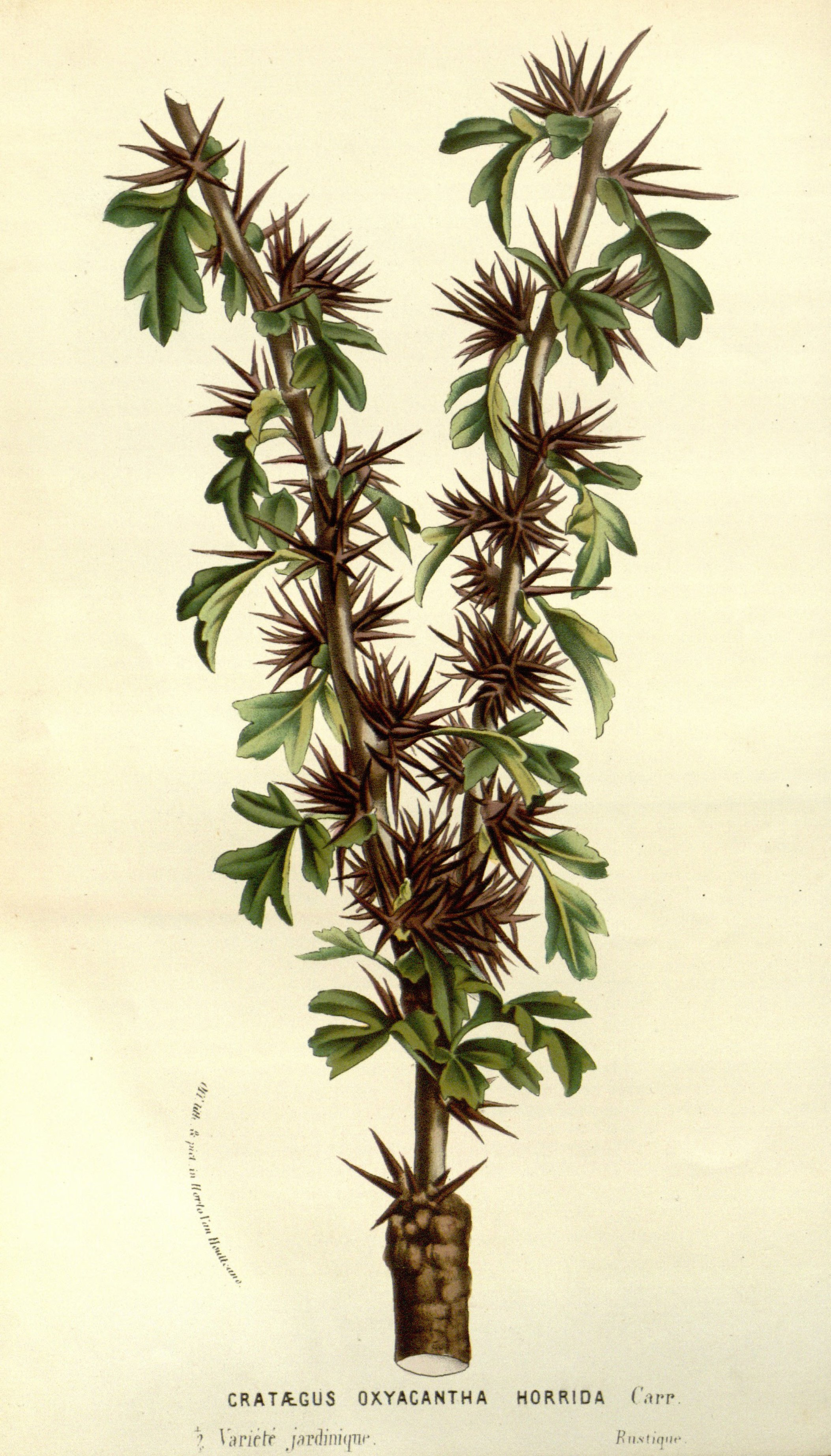
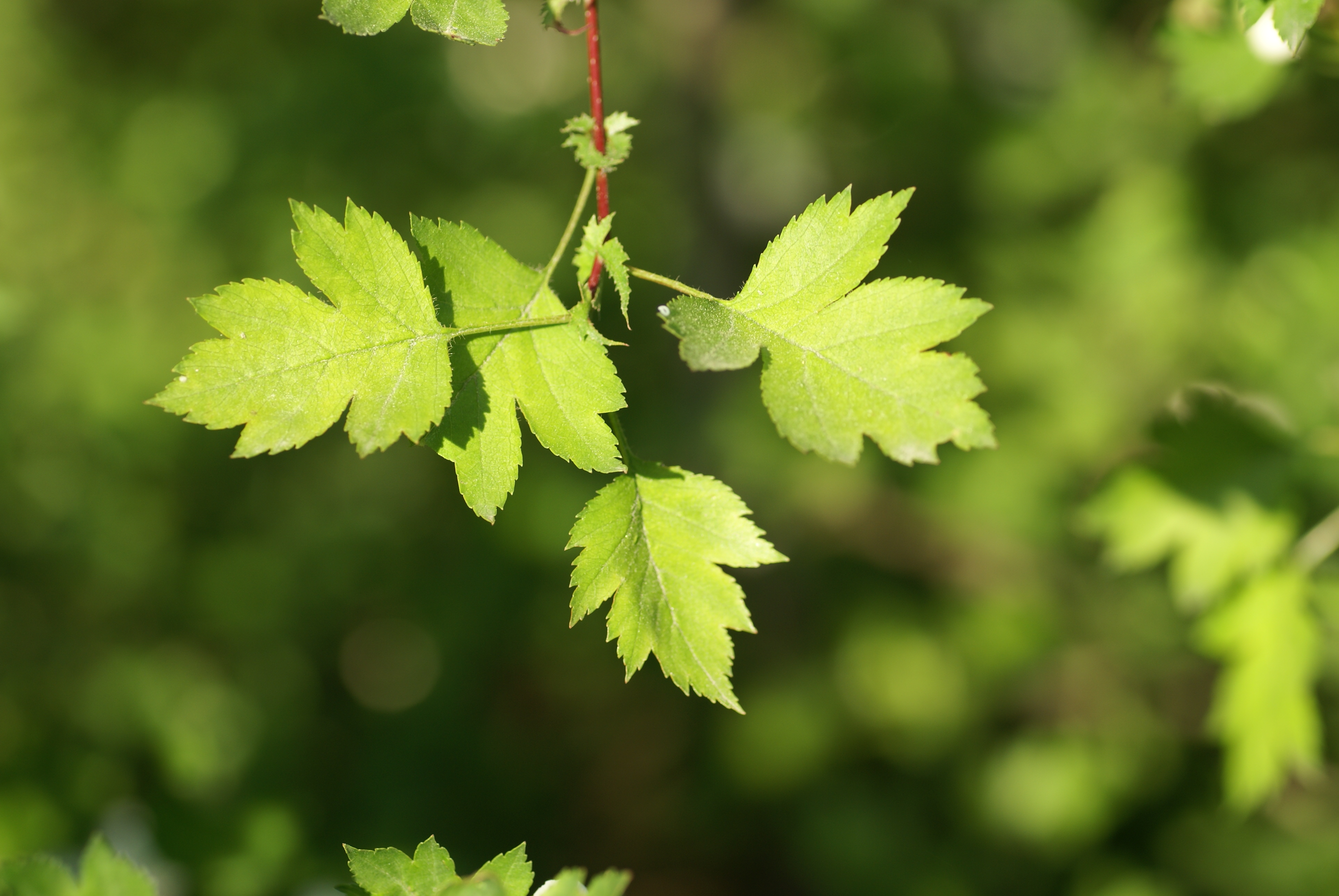